# Belvosia aldrichi
Belvosia aldrichi är en tvåvingeart som först beskrevs av Townsend 1931.  Belvosia aldrichi ingår i släktet Belvosia och familjen parasitflugor. Inga underarter finns listade i Catalogue of Life.